# Hypsoblennius invemar
Hypsoblennius invemar es una especie de pez de la familia Blenniidae en el orden de los Perciformes.

## Morfología
Los machos pueden llegar alcanzar los 5,8 cm de longitud total.

## Reproducción
Es ovíparo.

## Hábitat
Es un pez de mar y de clima tropical que vive hasta los 3 m de profundidad.

## Distribución geográfica
Se encuentra desde Luisiana (Estados Unidos) y el Golfo de México hasta  Río de Janeiro (Brasil ).